# Fischtown Pinguins
Fischtown Pinguins, även känd som REV Bremerhaven, är en ishockeyklubb från Bremerhaven i Tyskland. Klubben spelar i DEL2, den tyska andraligan för ishockey efter att DEL2 ersatt 2. Eishockey-Bundesliga som andradivision säsongen 2013/14.